# Andrea Montermini
Andrea Montermini, né le 30 mai 1964 à Sassuolo, dans la province de Modène, en Émilie-Romagne, est un pilote automobile italien.

## Biographie

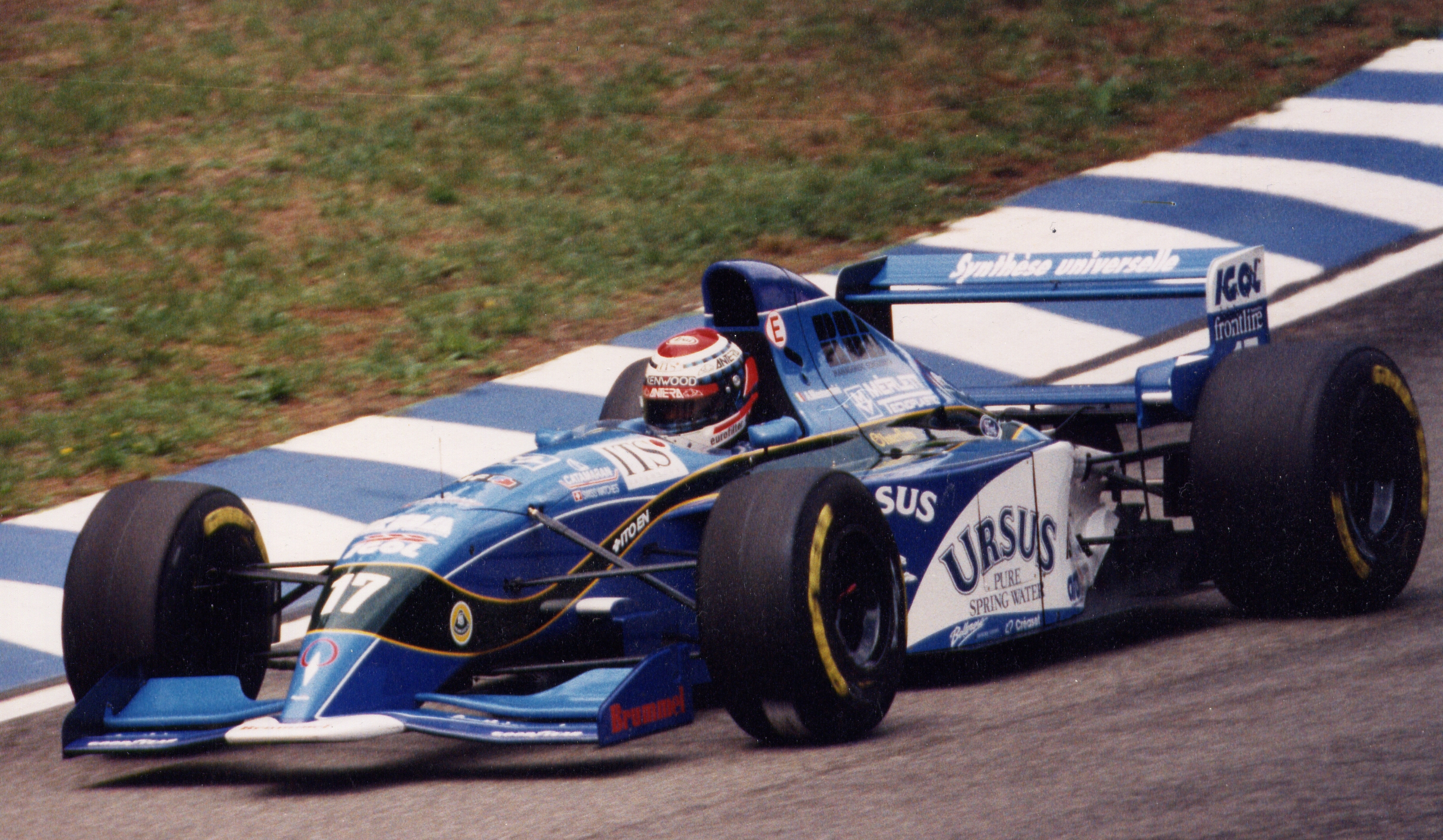
Andrea Montermini sur Pacific au GP d'Allemagne 1995

Ayant terminé deuxième de la saison 1992 de Formule 3000 et pilote d'essai pour les écuries Ferrari et Benetton de 1991 à 1993, Andrea Montermini est recruté par l'écurie de Formule 1 Simtek, en remplacement de Roland Ratzenberger qui a trouvé la mort lors du Grand Prix de Saint-Marin 1994. Montermini se brise le talon gauche et le pied droit durant les essais du Grand Prix d'Espagne. Il revient l'année suivante, avec l'équipe Pacific, et puis Forti, en 1996, aux côtés de son compatriote Luca Badoer. Les équipes dans lesquelles il court ne lui permettent pas de se battre pour marquer des points et il mettra un terme à sa carrière dans le monde de la Formule 1 lorsque l'écurie Forti, sans financement, renonce à la course, en milieu de saison.
Il court également  en Champ Car pendant trois saisons : 1993, 1994 et 1999. Il obtient une remarquable quatrième place pour sa première saison à Détroit avec l'équipe Euromotorsport.
Il a participe aux 24 Heures de Daytona en 2001, et se lance dans le Championnat FIA GT avec Ferrari. Il obtient deux victoires et quatre podiums. En 2006, il court parfois aux côtés de Jaroslav Janiš et Sascha Bert (de) dans une Saleen de l'équipe Zakspeed. 
En 2007, il remporte la catégorie GTA de l'International GT Open, au volant d'une Ferrari F430, avec quatre victoires et six podiums. L'année suivante il obtient le titre de Champion au général tout en remportant de nouveau la catégorie GTA.

## Résultats en championnat du monde de Formule 1
| Saison | Écurie                 | Châssis          | Moteur      | Pneus    | GP disputés | Points inscrits | Classement |
| ------ | ---------------------- | ---------------- | ----------- | -------- | ----------- | --------------- | ---------- |
| 1994   | MTV Simtek Ford        | S941             | Cosworth V8 | Goodyear | 0           | 0               | n.c.       |
| 1995   | Pacific Grand Prix Ltd | PR02             | Cosworth V8 | Goodyear | 16          | 0               | n.c.       |
| 1996   | Forti Corse            | FG01-95B FG03-96 | Cosworth V8 | Goodyear | 4           | 0               | n.c.       |